# Shook Ones, Pt. II
«Shook Ones, Pt. II» — головний сингл з альбому Mobb Deep The Infamous, випущений 7 лютого 1995 року. Пісня є продовженням рекламного синглу 1994 року «Shook Ones». Це одна з найвідоміших пісень Mobb Deep і одна з найвідоміших реп-пісень.
Текст пісні розповідається від лиця нью-йоркської молоді, яка веде територіальну війну та бореться за фінансові прибутки. Фраза «shook one» стосується людини, яка поводиться жорстко, але коли стикається з убивством і злочином, вона лякається та тікає. Спродюсував пісню учасник Mobb Deep Havoc.
У 2010 році Pitchfork Media поставили пісню на номер 25 у своєму списку «200 найкращих треків 90-х». Журнал Rolling Stone помістив пісню до свого списку «50 найкращих хіп-хоп пісень усіх часів», а їхній список «500 найкращих пісень усіх часів» під № 215, тоді як Complex оцінив «Shook Ones (Part II)» на 23 місці в списку «25 найжорстокіших реп-пісень усіх часів».

## Трек-лист
1. «Shook Ones (Part II)» (LP Version) — 5:26
2. «Shook Ones (Part II)» (Instrumental) — 4:41
3. «Shook Ones (Part II)» (Acappella) — 3:49
4. «Shook Ones (Part I)» (Original Version) — 4:13
5. «Shook Ones (Part I)» (Instrumental) — 4:13

## Чарти
| Чарт (1995)                        | Найвища позиція |
| ---------------------------------- | --------------- |
| US Billboard Hot R&B/Hip-Hop Songs | 52              |
| US Billboard Hot Rap Songs         | 7               |
| US Billboard Hot 100               | 59              |